# Walter Aronsson
Walter Eric Aronsson (Norrtälje, 28 marzo 1917 – Stoccolma, 11 marzo 2010) è stato un bobbista svedese.

## Biografia
Attivo negli anni 50, viene ricordato come vincitore di una medaglia di bronzo ai campionati mondiali, ottenuta nel bob a quattro a Garmisch-Partenkirchen 1953, insieme ai suoi connazionali Kjell Holmström, Nils Landgren e Jan Lapidoth, superati dalla nazionale statunitense condotta da Lloyd Johnson (medaglia d'oro) e da quella tedesca occidentale pilotata da Anderl Ostler (argento).
Prese inoltre parte a due edizioni delle Olimpiadi: a Cortina d'Ampezzo 1956 si classificò al 13º nel bob a quattro mentre nel bob a due il suo equipaggio non riuscì a terminare la gara; otto anni dopo, a Cortina d'Ampezzo 1956, fu invece undicesimo nel bob a quattro.

## Palmarès

### Mondiali
- 1 medaglia:
  - 1 bronzo (bob a quattro a Garmisch-Partenkirchen 1953).